# Kunstjahr 1508
Liste der Kunstjahre

◄◄ | ◄ | 1504 | 1505 | 1506 | 1507 | Kunstjahr 1508 | 1509 | 1510 | 1511 | 1512 | ► | ►►

Weitere Ereignisse
Dieser Artikel behandelt das Kunstjahr 1508.

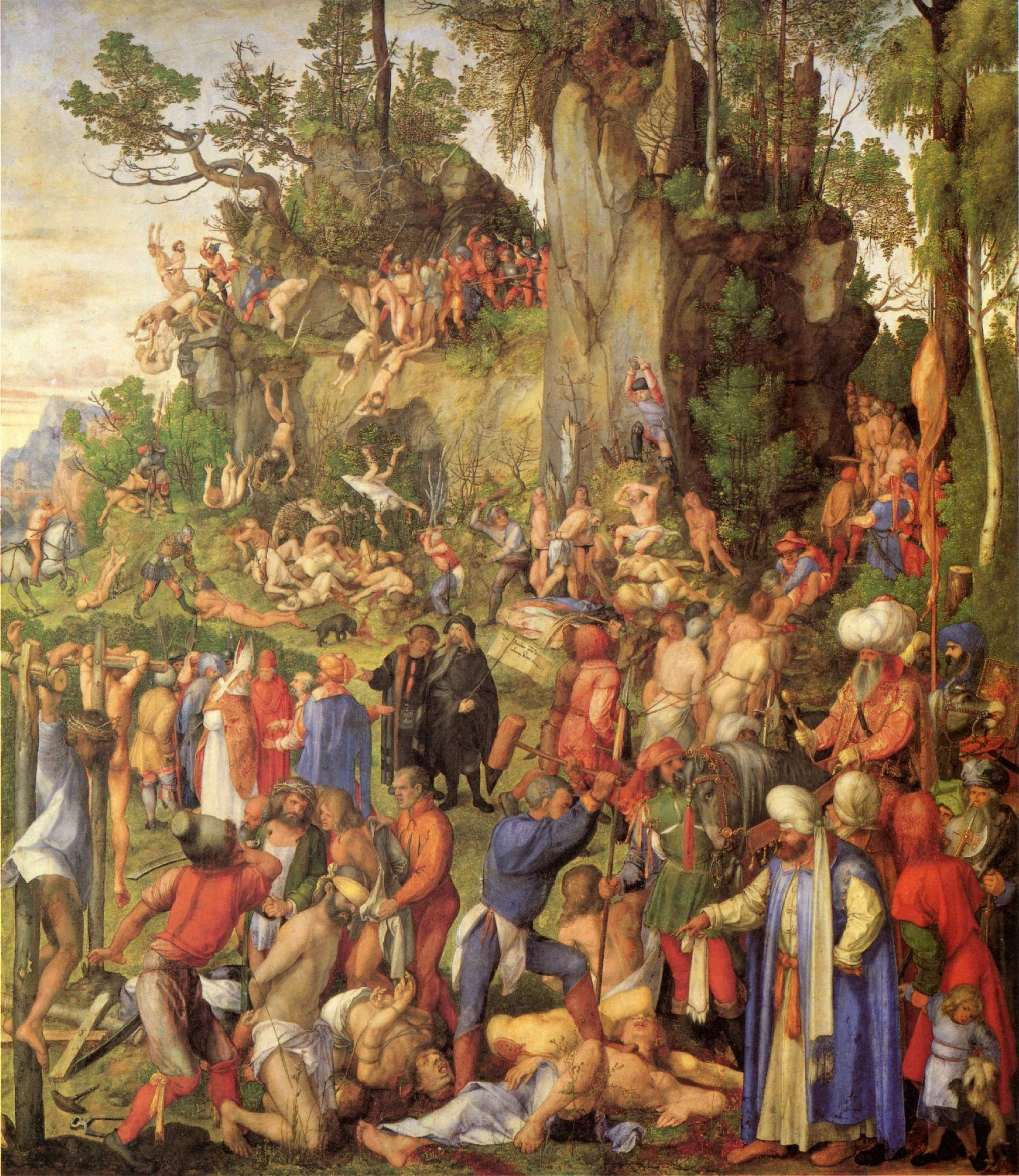
Albrecht Dürer: Marter der zehntausend Christen

## Ereignisse

### Architektur

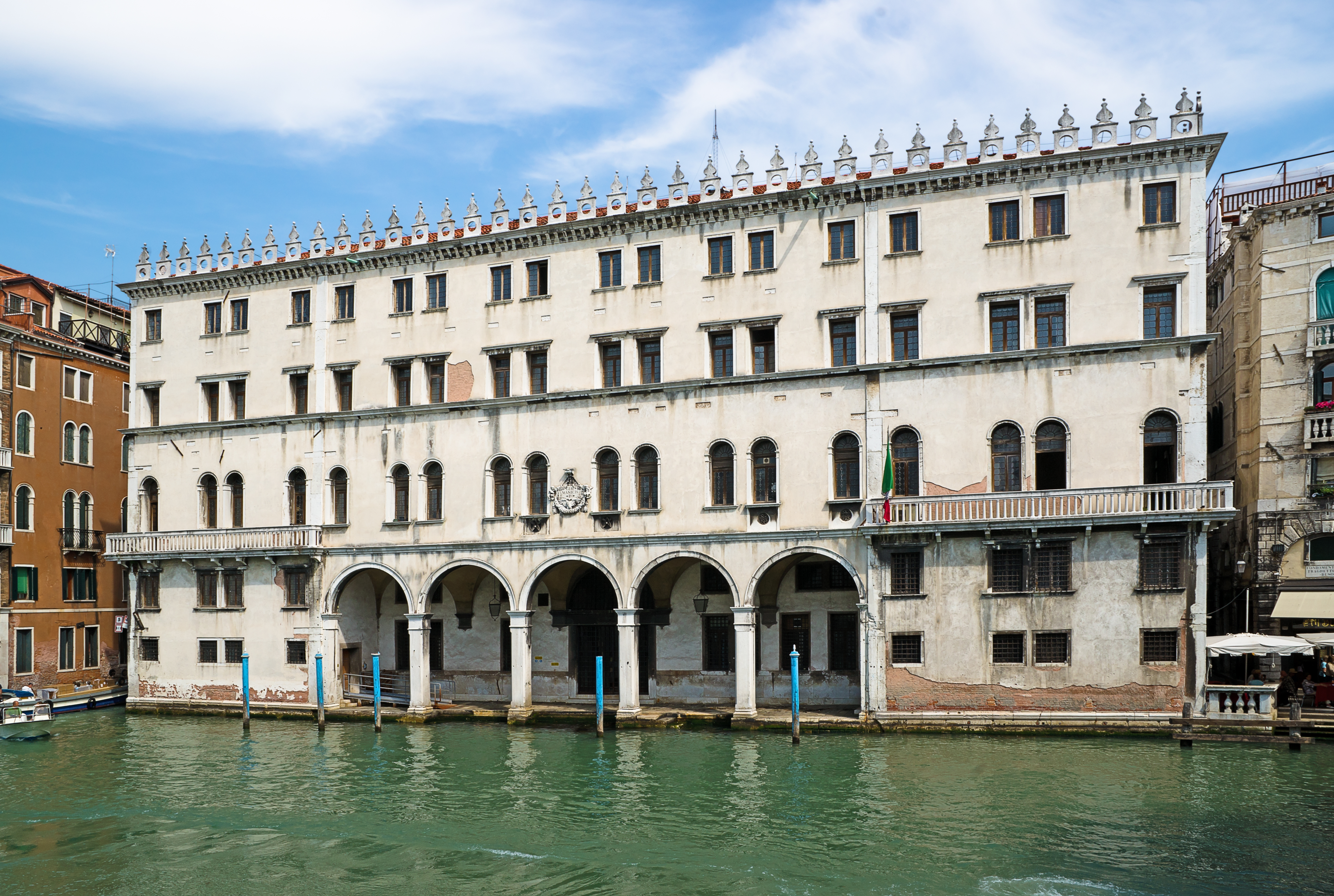
Fondaco dei Tedeschi

- Der Neubau des 1505 abgebrannten Fondaco dei Tedeschi am Canal Grande in Venedig nach einem Entwurf von Giovanni Giocondo unter der Bauleitung von Antonio Abbondi wird fertiggestellt. Die Fresken an der Fassade der Niederlassung deutscher Händler stammen von Tizian und Giorgione.
- Donato Bramante beginnt mit der Errichtung des Palazzo Caprini im Stadtteil Borgo in Rom. Der Bau wird zur Mustervorlage zahlreicher Paläste des 16. Jahrhunderts.
- Baldassare Peruzzi beginnt mit dem Bau der Villa Farnesina im römischen Stadtteil Trastevere.

### Bildhauerei
- 21. Februar: Die von Michelangelo gefertigte Bronzestatue Papst Julius II. wird an seinem Platz über dem Portal der Basilika San Petronio in Bologna installiert.

### Malerei
- 21. Februar: Michelangelo stellt in Bologna die Bronzestatue von Papst Julius II. fertig und wird von diesem daraufhin wieder nach Rom zurückgerufen, allerdings nicht, wie er annimmt, um das Grabmal des Papstes fertigzustellen, sondern um die Sixtinische Kapelle auszumalen, ein Unterfangen, das Michelangelo nur mit Vorbehalt und wenig Begeisterung annimmt.
- Raffael beginnt im Auftrag von Papst Julius II. mit der Arbeit an der Stanza della Segnatura.

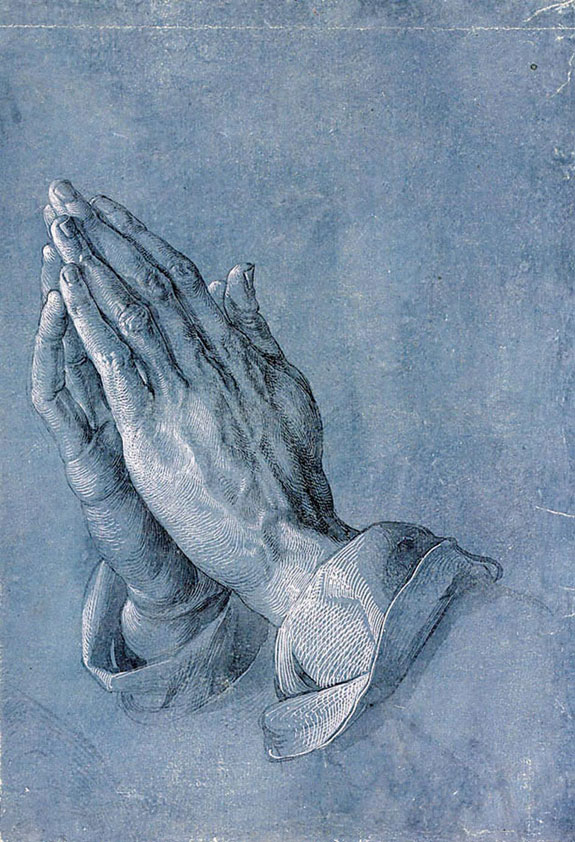
Die Betende Hände von Dürer

Albrecht Dürer fertigt als Skizze für den Heller-Altar eines seiner berühmtesten Werke an: Betende Hände. 
- Albrecht Dürer malt in Öl auf Holz die Marter der zehntausend Christen.
- Albrecht Altdorfer beginnt mit der Arbeit am Sebastianaltar für das Stift Sankt Florian bei Linz.
- Quentin Massys beginnt im Auftrag der Tischlerzunft für die Kathedrale seiner neuen Heimatstadt Antwerpen mit der Arbeit an Die Beweinung Christi.

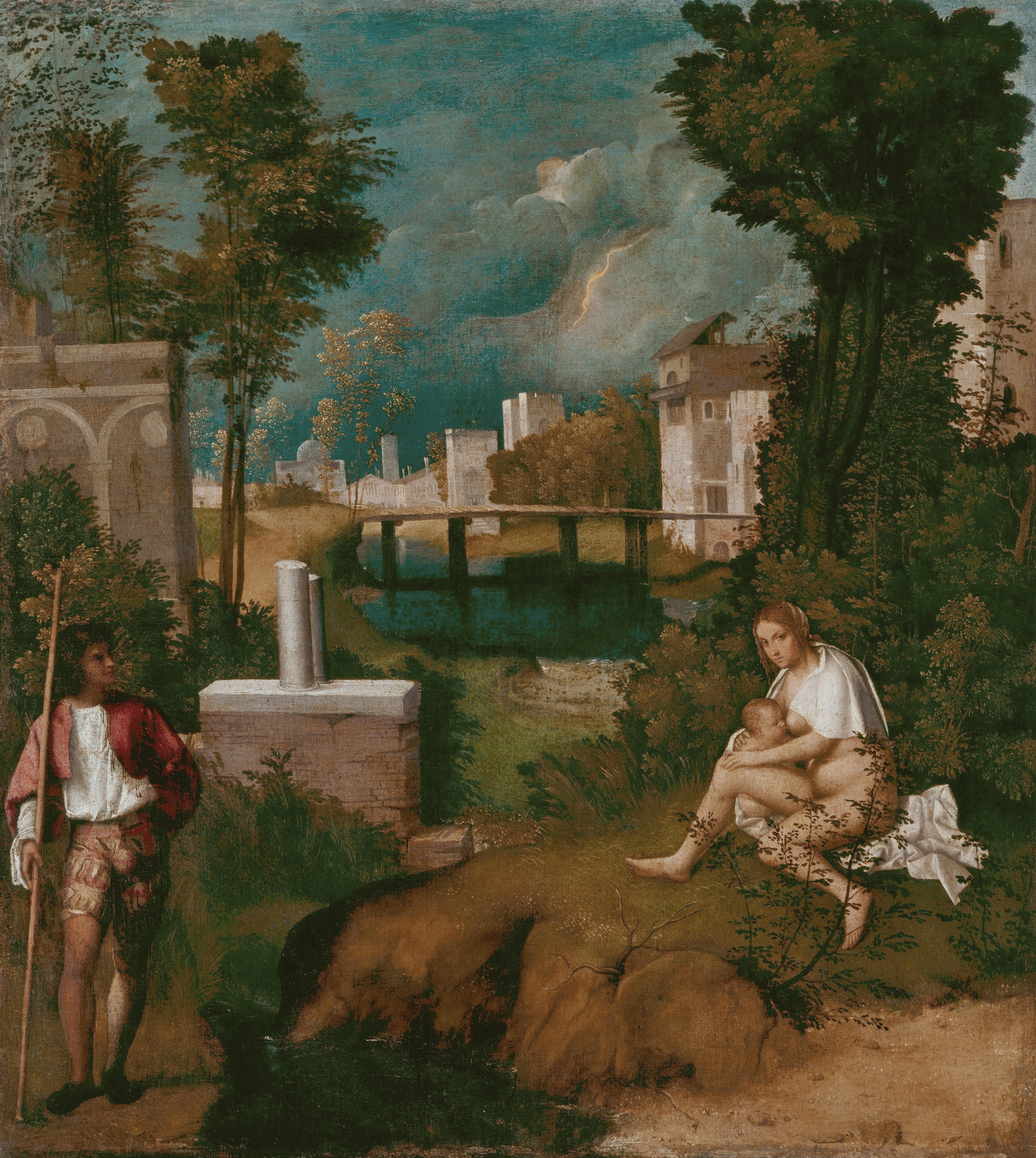
Das Gewitter

- um 1508: Giorgione erhält den Auftrag für das Gemälde Das Gewitter.
- 1507/1508: Raffael malt in Öl auf Pappelholz die Madonna Colonna.

## Geboren

### Geburtsdatum gesichert
- 30. November: Andrea Palladio, der bedeutendste Architekt des Manierismus in Oberitalien († 1580)

### Genaues Geburtsdatum unbekannt
- Lodovico Dolce, italienischer Humanist, Dichter, Schriftsteller, Übersetzer  und Kunsttheoretiker († 1568)

## Gestorben

### Todesdatum gesichert
- 27. September: Simone del Pollaiuolo, italienischer Architekt der Renaissance (* 1457)

### Genaues Todesdatum unbekannt
- Wolfgang Katzheimer, deutscher Maler und Grafiker (* um 1450)